# Malá Arménie
Malá Arménie (arménsky Փոքր Հայք,  Αρμενία Μικρα, latinsky Armenia Minor) je historická oblast na horním toku Eufratu, Čorochu, Kelkitu a Halysu.

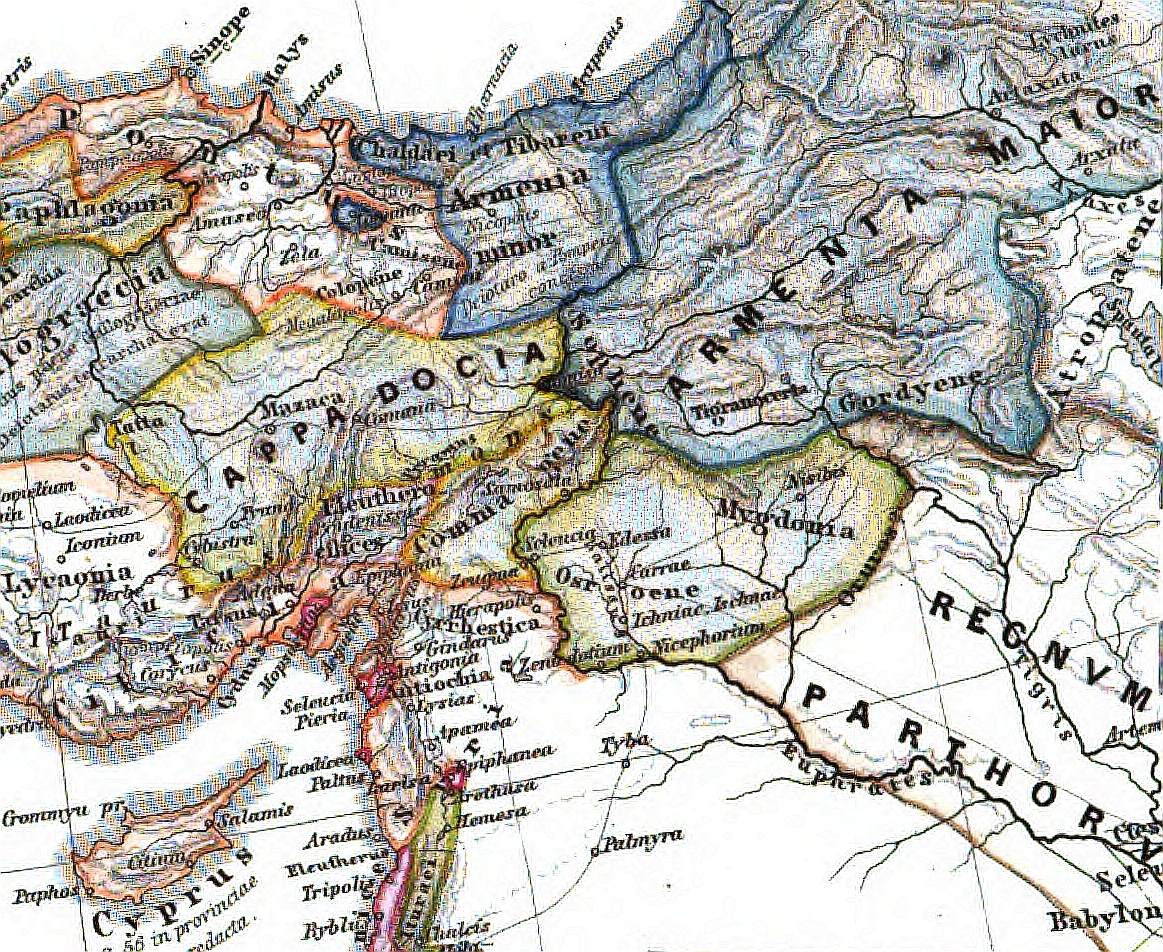
Armenia Minor, Armenia Maior, Cappadocia, Regnum Parthorum s okolím na historické mapě

Území náleželo k Achajmenovské říši. Poté jej dobyl Alexandr Veliký, ale po jeho smrti se roku 322 př. n. l. stalo suverénním královstvím s hlavním městem Ani-Kamach. Za vlády Mithridata VI. se ve 2. století př. n. l. se stalo součástí Pontského království. Ten nechal vybudovat v Malé Arménii sedmdesát pět opevněných hradů. Po smrti Mithridata přecházelo území na různé římské panovníky a měnily se jeho správní hranice. Caligula obnovil v roce 39 n. l. království Malé Arménie, závislé na Římě. Císař Vespasianus v roce 72 n. l. zrušil království a začlenil je do provincie Kappadokie. Na konci 3. století Dioklecián vyčlenil Malou Arménii jako samostatnou provincii a Theodosius ji rozdělil na dvě provincie.